# Природа, раскрывающаяся перед наукой

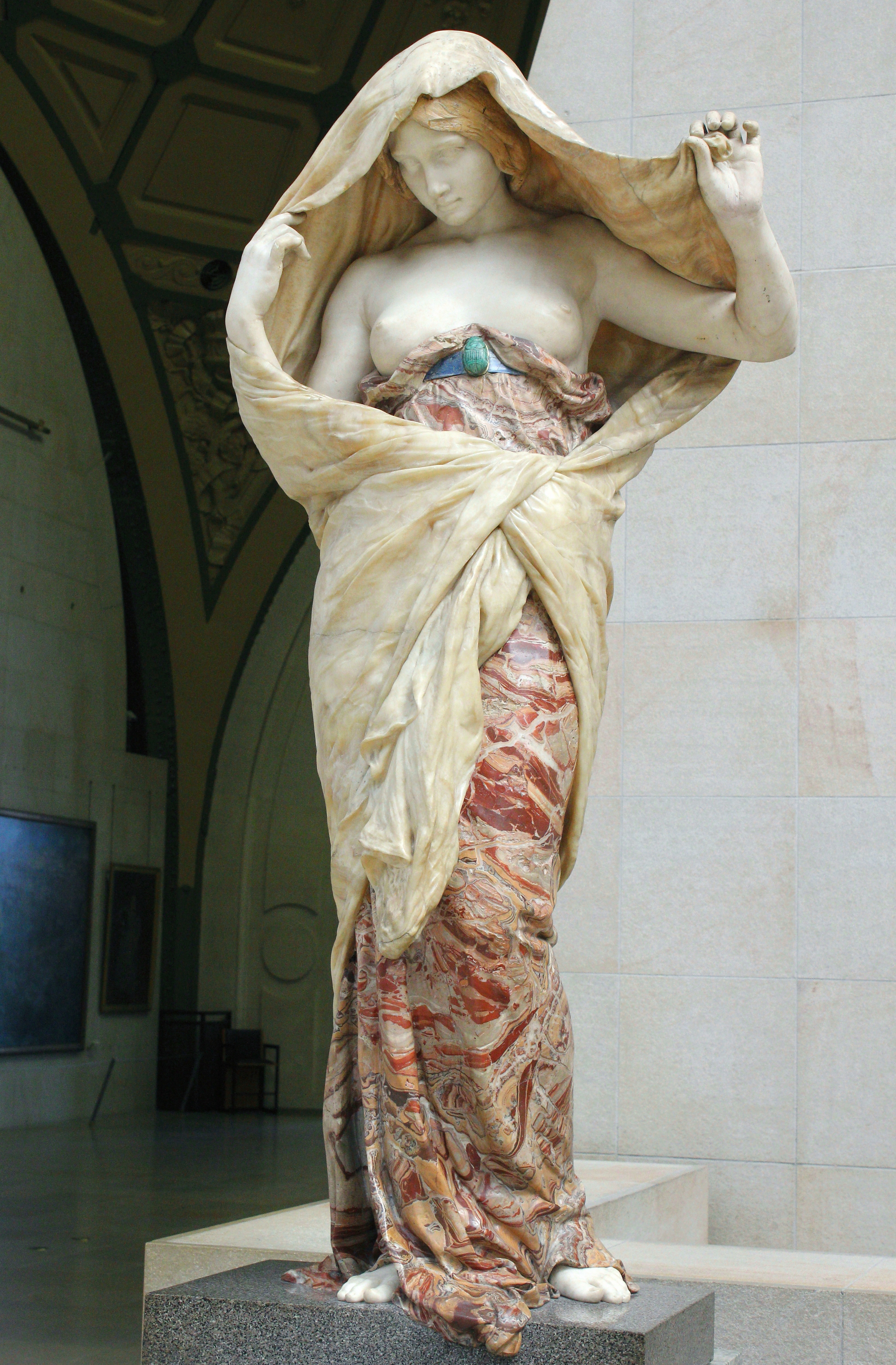
Полихромная версия статуи из Музея Орсе, 1899 год

«Природа, раскрывающаяся перед наукой» (фр. La Nature se dévoilant à la Science) — аллегорическая скульптура французского скульптора Луи Эрнеста Барриа (1841—1905). Изображает персонифицированную Природу в образе молодой девушки, которая откидывает свое покрывало, показывая свое лицо и обнаженную грудь. 

## Версии
Автором были созданы несколько статуй на одну и ту же тематику:
- Первая версия «Природы» была выполнена из белого мрамора по случаю открытию медицинской школы в Бордо и стояла в холле учебного заведения. Успех первоначальной композиции вдохновил автора на создание копий и вариаций оригинала.
- Полихромная версия в Музее Орсе в Париже[1]. Самая известная из всех вариаций. Создана в технике комбинирования различных материалов — белый мрамор для тела, алжирский мраморный оникс для накидки, платье из итальянского мрамора Opera Fantastico (другое название — Sarrancolin), пояс из лазурита с малахитовым скарабеем. Высота статуи — 200 см, ширина — 85, вес — 830 кг.